# عصوية ذهبية زيتونية
عصوية ذهبية زيتونية (الاسم العلمي: Chryseobacterium oleae) هي نوع من البكتيريا، سلبية الغرام، تتبع جنس عصوية ذهبية.